# 雅谷餐廳
雅谷餐廳是香港的法國西餐餐廳。 它是由楊永忠及其工作人員創建的。 楊的妻子想出了西班牙名字Amigo，意為“朋友”。 它位於跑馬地黃泥湧道。 他們的一些招牌菜包括：扇貝雜燴，濃湯蛋scar，羊排，蒙古牛肉菲力和加鹽的牛舌配mesclun沙拉。

## 歷史
1967年銅鑼灣開設了第一家Amigo餐廳，並在運營的第一年內繼續增長，後來於1976年在跑馬地的Amigo Mansion購買了自己的物業。該豪宅和餐廳是一起設計和建造的。
2014年9月14日，雅谷餐廳(Amigo)被食安中心列入疑受台灣強冠問題油品受影響的383間商號之一。該餐廳行政總廚張承偉對此大表不滿，他承認有從強冠食油進口商安得利香港餐飲有限公司入貨，但所用的「五月花牌精製豬油」僅用作清洗爐具，而非用作煮食。

## 裝飾
牆上有威廉·拉塞爾·弗林特爵士的水彩畫。 桌上還有一些古董餐具櫃，還有手推車用來雕刻或製作可麗餅狀的薄餅。

## 擁有者
餐館老闆楊永忠來自一個以大米為主要業務的企業家家庭。 他後來涉足玩具業務，並在1980年代的Cabbage Patch Kids製造中贏得大獎。

## 外部鏈接
- Official website （页面存档备份，存于）